# Sistem de susținere
Sistemul de susținere al automobilului suportă greutatea întregului automobil, a pasagerilor și încărcăturii precum și toate forțele ce sunt generate de staționarea pornirea, accelerarea, inerția, frânarea, schimbarea direcției și oprirea automobilului. Pentru îndeplinirea acestui rol sistemul de susținere are mare rezistență la solicitări fiind compus din părți rigide și părți mobile și flexibile. Pe organele de susținere se fixează motorul, caroseria, și restul componentelor șasiului formând împreună un ansamblu legat.

## Compunere
Organele sistemului de susținere a automobilului sunt cadrul, carterele punților și organele de suspensie.
Cadrul automobilului
Cadrul este suportul pe care se montează organele și mecanismele componente ale automobilului.
Carterele punților
Carterul are rolul de a transmite sarcina verticală  de la cadru la roți și de a transmite forțele de la roțile motoare la cadrul automobilului sau la caroserie în cazul în care caroseria este autoportantă.De asemenea trebuie să asigure funcționarea corespunzătoare a organelor de transmisie montate în interiorul său.
Sistem de suspensie
Organele de suspensie transformă șocurile în oscilații cu frecvență și amplitudine suportabile de către pasageri, amortizând oscilațiile și evitând rezonanțele.